# Franz Josef Faller
Franz Josef Faller (* 18. Februar 1820 in Lenzkirch; † 21. Mai 1887 in Titisee) war Fabrikant und Mitglied des Deutschen Reichstags.

## Leben
Faller besuchte in der benachbarten Schweiz Schulen im Kloster Rheinau und in Yverdon, ehe er eine Lehre in Frankfurt am Main absolvierte. Nach der Lehre arbeitete Faller jeweils von Frühjahr bis Herbst in Vallonara di Marostica in der Strohhutproduktion. Später errichtete er eine Wanduhrenfabrik in Lenzkirch zur Produktion von Schwarzwälder Uhren.
Bevor er 1863 vom Großherzog von Baden in die Erste Kammer des Landtags berufen wurde, welcher er in den Sitzungsperioden von 1863 bis 1868 und 1879 bis 1884 angehörte, weilte er bereits im Sommer 1848 an der Frankfurter Nationalversammlung in der Paulskirche. In den Jahren 1874 bis 1877 war er Mitglied des Deutschen Reichstages für den Wahlkreis Baden 3 (Waldshut) und die Nationalliberale Partei.

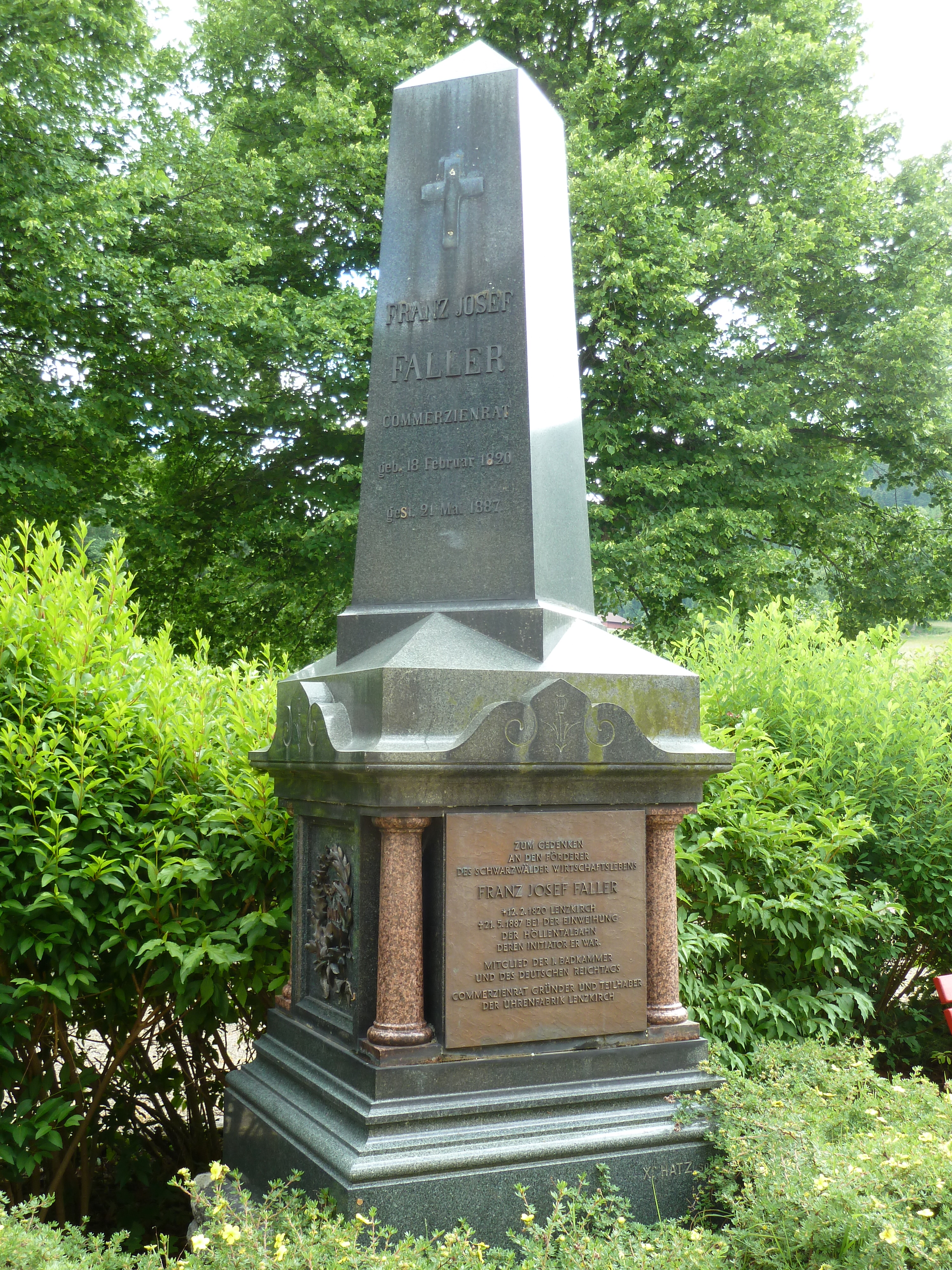
Grabmal in Lenzkirch

Die Erbauung der Höllentalbahn hat er besonders gefördert. Daher sollte er bei der feierlichen Eröffnung der Bahn am 21. Mai 1887 den Großherzog Friedrich I. mit einer Ansprache begrüßen. Unmittelbar vor Ankunft des Extrazuges, der den Großherzog und die Festgäste dem Bahnhof Titisee zuführte, traf Faller ein Schlaganfall, der zum Tode führte.
Seit September 2019 gibt es in Lenzkirch die Franz-Josef-Faller-Schule, eine Gemeinschaftsschule für den Hochschwarzwald in privater Trägerschaft.